# Sheila Rowbotham
Sheila Rowbotham (Leeds, 27 de fevereiro de 1943) é uma historiadora e teórica feminista socialista inglesa. Ela é autora de diversos livros sobre estudos das mulheres, como "Hidden from History" (1973), "Beyond the Fragments" (1979), "A Century of Women" (1997) e Threads Through Time (1999), além de seu livro de memórias "Daring to Hope: My Life in the 1970s" (2021) . Sheila foi militante do Partido Trabalhista, participou de campanhas de solidariedade ao Vietnã e da Internacional Socialista Trotskista, além de contribuir para o início do movimento de libertação das mulheres na Grã-Bretanha. Ela atuou como professora de Gênero, História do Trabalho e Sociologia na Universidade de Manchester, na Inglaterra, até sua aposentadoria em 2008. Desde 2010, reside em Bristol.

## Biografia

### Primeiros anos
Rowbotham estudou no St Hilda's College, na Universidade de Oxford, e posteriormente na Universidade de Londres. Iniciou sua carreira profissional como professora em escolas abrangentes e em institutos de educação superior e de adultos. Durante seu tempo no St Hilda's College, ela encontrou o currículo focado em história política desinteressante. Na época em que começou seus estudos, ela se descreveu como "nada de esquerda" e um "tipo beatnik hippie místico", embora tenha começado a se envolver com esquerdistas, incluindo Gareth Stedman Jones, que se tornaria um historiador profissional. Nesse período, também conheceu E. P. Thompson e Dorothy Thompson, após um tutor recomendar que os visitasse devido ao interesse deles pelo Cartismo e pela história dos movimentos da classe trabalhadora. Rowbotham leu "A Formação da Classe Operária Inglesa" de E. P. Thompson, considerando-o diferente de qualquer outro livro de história que já havia lido. 
Seu envolvimento com a Campanha pelo Desarmamento Nuclear e vários círculos socialistas, incluindo a ala jovem do Partido Trabalhista, a expôs às ideias de Karl Marx. Desiludida com a direção da política partidária, Rowbotham se envolveu em diversas campanhas de esquerda, incluindo a escrita para o jornal político radical Black Dwarf , do qual se juntou ao conselho editorial. 

## Anos iniciais de atuação e suas perspectivas sobre o feminismo
Na década de 1960, Rowbotham, junto a Sally Alexander e Anna Davin, foi uma das fundadoras e líderes do movimento History Workshop Journal associado ao Ruskin College. O movimento History Workshop buscava escrever uma "história a partir de baixo", focando nas experiências das pessoas comuns, unindo a tradição marxista de escrita histórica à tradição do movimento operário. No final da década de 1960, Rowbotham se envolveu no crescente movimento de libertação das mulheres (também conhecido como Segunda Onda do Feminismo). Em 1969, publicou seu panfleto A Libertação das Mulheres e a Nova Política, amplamente considerado o primeiro manifesto do movimento por libertação das mulheres na Grã-Bretanha. Nesse manifesto argumenta que a teoria socialista precisava considerar a opressão das mulheres em termos culturais e econômicos. Envolvida na conferência Beyond the Fragments, que tentou unir correntes socialistas democráticas e feministas socialistas na Grã-Bretanha. Também foi uma das organizadoras da Conferência Nacional de Libertação das Mulheres em 1970, que estabeleceu demandas relacionadas a questões como igualdade salarial, igualdade de acesso à educação e contracepção gratuita.

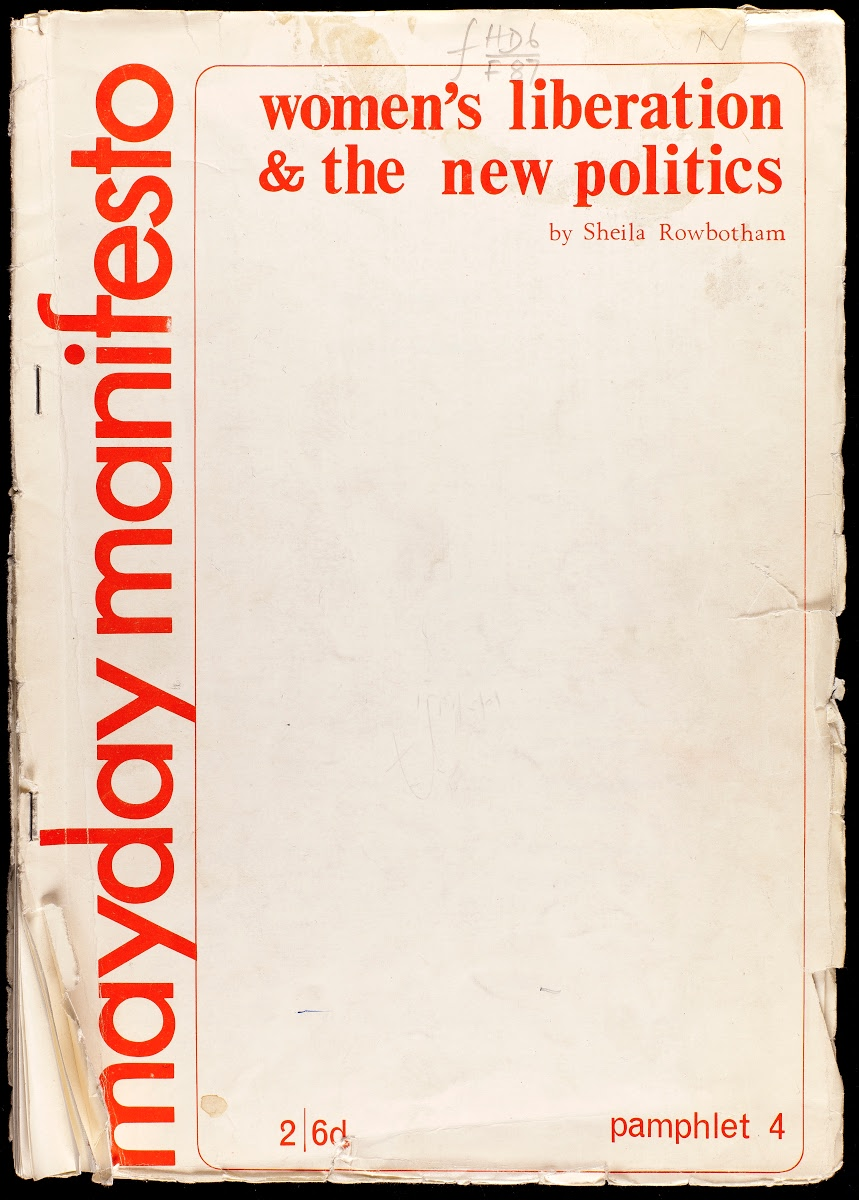
A Libertação das Mulheres e a Nova Política.

Entre 1983 e 1986, Rowbotham atuou como editora do Jobs for Change, o jornal do Greater London Council (GLC). Nesse período, também esteve envolvida na Unidade de Planejamento Popular do GLC, ao lado de Hilary Wainwright, envolvida no desenvolvimento de abordagens democráticas para o planejamento econômico. Desde então, Rowbotham produziu estudos e artigos ampliando sua teoria de que a opressão das mulheres é resultado de forças econômicas e culturais, e que uma perspectiva dualista (feminismo socialista) que examina tanto a esfera pública quanto a privada é necessária para trabalhar em direção à libertação. [Ref]

## Anos recentes
Em 2004, Rowbotham foi eleita membro da Royal Society of Arts. Sendo Professora de História de Gênero e Trabalho, Sociologia na Universidade de Manchester, Inglaterra, até sua aposentadoria involuntária em 2008. Seu afastamento forçado da Universidade de Manchester causou protestos por parte dos estudantes. O grupo no Facebook Save Sheila Rowbotham foi criado para fazer campanha pela ação como palestrante. No mesmo ano, ela publicou a primeira biografia de Edward Carpenter, intitulada Edward Carpenter: A Life of Liberty and Love e continuou a ensinar no departamento de Sociologia de Manchester. A biografia sobre Edward Carpenter foi indicada para o Prêmio Memorial James Tait Black em 2009.
No outono de 2008,  a solicitação de Rowbotham para permanecer no cargo foi indeferida pela Universidade de Manchester.  No entanto, após protestos de estudantes e acadêmicos, inclusive de países fora do Reino Unido, como Índia, Holanda, França, Finlândia, entre outros, a universidade ofereceu a Rowbotham a cátedra de pesquisa.
Rowbotham foi escritora residente do Eccles Center em 2012 na Biblioteca Britânica, onde sua pesquisa permitiu a conclusão de Rebel Crossings: New Women, Free Lovers and Radicals in Britain and the United States, livro publicado em 2016 . Foi retratada pela atriz Jo Herbert no filme britânico Misbehaviour (2020) sobre os protestos do Miss Mundo de 1970. Em reconhecimento às suas conquistas, recebeu um grau honorário (Doutor em Direito) pela Universidade de Bristol em 2022.

## Principais obras e teses
Rowbotham foi especialmente influenciada pela história social marxista praticada por E. P. Thompson e Dorothy Thompson. Combinando uma análise marxista com o feminismo, sustenta que o capitalismo não só oprime sistematicamente a classe trabalhadora, mas também oprime particularmente as mulheres. Em sua visão, as mulheres são duplamente oprimidas, pois são obrigadas a vender seu trabalho para sobreviver, mas também a usar seu trabalho para apoiar seus maridos e filhos. Apresenta as falhas da história marxista tradicional por negligenciar questões como o papel da família, o papel das donas de casa no apoio à economia, sexualidade e a maternidade. Em sua pesquisa apresenta uma crítica a história marxista tradicional, que falha ao focar em um conflito de classes, ignorando a opressão sexual. Da mesma forma, criticou os marxistas que afirmam que o sexismo não existia nas sociedades comunistas, argumentando que o sexismo foi causado pelo capitalismo, fazendo um desserviço à história. Rowbotham argumentou que os historiadores marxistas que veem a história das mulheres como uma "distração" do tema principal da luta de classes estão apresentando uma versão enganosa da história.
Em seus principais livros, Women, Resistance and Revolution (1972) e Hidden from History (1973), Rowbotham colocou suas ideias em prática examinando a experiência das mulheres em movimentos radicais e revolucionários em Cuba, Argélia, Vietnã, China, Rússia, França e Grã-Bretanha dos séculos XVII ao XX. Em sua opinião, trabalhar dentro da ordem estabelecida nunca trouxe avanços para as mulheres, e apenas através de movimentos revolucionários socialistas as mulheres conseguiram ganhos sociais. Argumentando que, embora os revolucionários masculinos estivessem dispostos a aceitar as mulheres como parceiras enquanto a revolução durasse, uma vez que a revolução acabasse, esperava-se que as mulheres voltassem aos seus papéis tradicionais.

### Women, Resistance and Revolution
Através da sua pesquisa entre 1970 e 1971, Sheila publica "Women, Resistance and Revolution", avaliando “sucessivos estágios de interação entre pensamento feminista e revolucionário”, da revolução inglesa de 1648 até as revoluções russa, chinesa, cubana, argelina e vietnamita. 
Sobre o papel das mulheres russas no período final do Império de Nicolau II, do governo provisório e início da era soviética. Salienta o papel das mulheres na derrubada do Imperador Nicolau II e com ele a Casa dos Romanov, que havia reinado desde 1612. Em sua pesquisa, a Revolução de Fevereiro em Petrogrado começou com manifestações de mulheres no Dia Internacional da Mulher. Rowbotham elogia os feitos de Vladimir Lenin e outros líderes bolcheviques por legalizarem o aborto, o divórcio e a contracepção, além de fundarem o Zhenotdel (departamento de mulheres) junto com restaurantes socializados, cuidados de saúde e lavanderias. Apontando as melhoria nas mudanças experimentadas pelas mulheres russas desde a era imperial até a era soviética inicial. No entanto, criticou os retrocessos das políticas soviéticas a partir do primeiro plano quinquenal, de 1928-33, por não apenas esperarem que as mulheres trabalhassem em tempo integral, mas também assumissem os encargos do trabalho doméstico e da criação dos filhos, ao mesmo tempo que proibiam o aborto e o controle de natalidade.
Rowbotham aponta os retrocessos do período stalinista para as mulheres soviéticas, pois Stalin, em certa medida, trouxe de volta os valores tradicionais russos, principalmente através de um culto à personalidade suntuoso que incorporava imagens e iconografia czaristas.
Rowbotham argumentou que para alcançar a libertação das mulheres é necessário uma "revolução dentro da revolução" ou liberdade da "colônia dentro da colônia", pois o sexismo era e é tão enraizado nos homens de esquerda e direita. Em "Women, Resistance and Revolution", apresenta que, embora as mulheres fossem permitidas a participar de eventos revolucionários, como a Revolução Francesa e a guerra civil chinesa, uma vez estabelecida uma nova ordem, seja sob Napoleão ou Mao Tsé-Tung , ocorria um retrocesso aos valores patriarcais anteriores. Escrevendo sobre a Guerra do Vietnã, que estava em curso na época, Rowbotham afirmou que as mulheres vietnamitas envolvidas no Viet Cong sentiam-se especialmente comprometidas com a causa devido aos perigos de estupro por GIs americanos, "massacres dos quais ninguém é poupado" e os perigos de defeitos congênitos causados pela pulverização do herbicida Agente Laranja . Rowbotham foi uma das primeiras a chamar a atenção no Ocidente para o fato de que, desde o início da pulverização do campo vietnamita do Sul com o herbicida Agente Laranja em 1961, "uma porcentagem anormalmente alta de abortos espontâneos, natimortos e crianças deformadas" havia nascido.
Ela mantém que o capitalismo e o sexismo/patriarcado estão tão intimamente ligados que a única maneira de destruir ambos é uma mudança radical na "condicionamento cultural de homens e mulheres, criação de crianças, forma dos lugares onde vivemos, estrutura jurídica da sociedade, sexualidade e a própria natureza do trabalho". Os livros de Rowbotham foram e ainda são bem recebidos nos círculos feministas, e sua acessibilidade permitiu que permanecessem populares.

### Hidden from History
Em "Hidden from History", ela examinou a história das mulheres britânicas desde o século XVII até 1930 de uma perspectiva marxista. Para Rowbotham, a história das mulheres britânicas pode ser melhor definida através da opressão de classe, da Revolução Industrial e do sexismo.

### "Women's Consciousness, Men's World"
Em seu livro "Women's Consciousness, Men's World"  de 1973, Rowbotham argumentou que o trabalho doméstico feito pelas mulheres era parte da produção de mercadorias, pois permitia a produção e reprodução do trabalho dos homens, desafiando assim um dos principais postulados da história marxista tradicional. No entanto, ela afirmou que a família humana não era apenas um instrumento para disciplinar e submeter as mulheres ao capitalismo, mas também um lugar onde os seres humanos poderiam buscar refúgio do que Rowbotham vê como a mercantilização das relações humanas sob o capitalismo. Em sua visão, criar filhos, sexualidade e a necessidade de relacionamentos humanos significam que a família raramente pode ser reduzida a uma mercadoria de serviço. Da mesma forma, ela argumenta por uma história marxista que concede igual importância ao papel de ambos os sexos na história das revoluções, sindicatos, partidos políticos e movimentos de protesto.
Em "Women's Consciousness, Men's World", Rowbotham apresentou sua análise das condições sociais contemporâneas na Grã-Bretanha de uma perspectiva marxista-feminista. Ela argumenta que as origens do sexismo antecedem o capitalismo e que a instituição do casamento se assemelha ao feudalismo. Ela sustenta que, assim como no feudalismo os servos eram obrigados a servir seus mestres, as esposas também estão contratadas para servir seus maridos. A historiadora Susan Cook elogiou Rowbotham por traçar uma "consciência feminina" na Grã-Bretanha desde o século XVII até os "complexos emaranhados" de mudanças econômicas e políticas. A clareza da escrita de Rowbotham, juntamente com seu retrato do que Cook chamou de "natureza contraditória potencial das necessidades e desejos das mulheres", garantiu que "Women's Consciousness, Men's World"  alcançasse um público amplo.

### "Dutiful Daughters"
Em seu livro "Dutiful Daughters" de 1977, co-escrito com Jean McCrindle, Rowbotham entrevistou quatorze mulheres de origens de classe média-baixa e trabalhadora. Embora Rowbotham note que as histórias de vida das mulheres entrevistadas para "Dutiful Daughters"  não foram pretendidas para representar todas as mulheres britânicas, ela argumenta que esses instantâneos de vidas diferentes, se combinados com outras histórias orais suficientes, podem fornecer uma compreensão da experiência das mulheres comuns.
Como parte de relacionar o pessoal ao político, Rowbotham examinou as crenças sexuais e políticas de radicais do final do século XIX até o início do século XX, como o ativista dos direitos gays Edward Carpenter, que via o socialismo como uma forma de renascimento espiritual da humanidade, e a feminista Stella Browne, que lutou pela legalização do controle de natalidade e argumentou pela importância do prazer sexual para as mulheres. Rowbotham argumentou que as crenças políticas de Carpenter e Browne estavam intimamente ligadas às suas vidas pessoais.

### "Beyond the Fragments"
Além de seu trabalho como historiadora, Rowbotham tem sido ativa em causas de esquerda. Em seu livro "Beyond the Fragments", co-escrito com Hilary Wainwright e Lynne Segal, Rowbotham pediu que as várias facções da esquerda britânica se unissem e trabalhassem por uma Grã-Bretanha socialista através do ativismo de base. Ela tem grande fé em movimentos sociais ativistas trabalhando de baixo para cima para mudar a sociedade e sente que os historiadores têm o dever de contribuir para a mudança social escrevendo livros que expõem o que ela vê como os males da sociedade. Colocando Rowbotham como uma (de três mulheres) em sua coleção de 2000 de Cinquenta Pensadores-Chave sobre História, Hughes-Warrington descreve Rowbotham como uma pesquisadora que "se baseia em uma ampla variedade de fontes, incluindo canções, romances, registros governamentais e organizacionais, panfletos, outros trabalhos históricos e suas próprias experiências". Hughes-Warrington observa seu público de homens e mulheres comuns (e sua história) e considera surpreendente que "ela rejeite grande parte da literatura atual dos estudos de gênero, teoria marxista e historiografia". Para ela, a importação de perspectivas estruturalistas e pós-estruturalistas francesas não apenas tornou a escrita acadêmica inacessível ao público, mas também desencorajou os acadêmicos de se interessarem pelo mundo em desenvolvimento e pela vida e obra de pessoas com heranças diferentes das suas.
Referindo-se ao "The Trouble with Patriarchy" de Rowbotham, Hughes-Warrington concorda com a necessidade de ter uma ideia clara do que é o patriarcado para lutar contra ele e cita a definição de Rowbotham na íntegra. Ela critica as feministas que negam aos homens um papel na luta contra o sexismo. Em sua opinião, mulheres e homens devem se posicionar igualmente contra o capitalismo e o sexismo para alcançar uma reorganização social radical.
Em uma entrevista de 2011, Rowbotham criticou o Comunismo, afirmando que o Leninismo "estreitava a luta pela emancipação das mulheres", e vê o "socialismo libertário", o "socialismo ético" e o anarquismo como fornecendo uma compreensão mais vital das necessidades das mulheres.

## Obras
- Liberação das Mulheres e a Nova Política (Spokesman, 1969). ISBN 0-85124-008-9
- Mulheres, Resistência e Revolução (Allen Lane, 1972; Verso, 2014). ISBN-10 100140216154
- Consciência da Mulher, Mundo dos Homens (Pelican, 1973; Verso, 2015; Globo, 1983). ISBN-13: 978-1-78168-753-6
- Escondido da História: 300 anos de Opressão das Mulheres e a Luta Contra Isso (Pluto Press, 1973, 1992). ISBN-10: ‎ 0902818295
- Um Novo Mundo para Mulheres: Stella Browne, Feminista Socialista (Pluto Press, 1977). ISBN 0-904383-54-7
- Filhas Dedicadas: Mulheres Falam Sobre Suas Vidas, com Jean McCrindle (Viking Press, 1977). ISBN 0-7139-1050-X
- Além dos Fragmentos: Feminismo e a Construção do Socialismo, com Lynne Segal e Hilary Wainwright (Merlin Press, 1979, 2012). ISBN-10: ‎ 9350024144
- Sonhos e Dilemas: Escritos Coletados (Virago Press, 1983)
- Amigos de Alice Wheeldon (Pluto Press, 1986) ISBN 0745301568
- Amigos de Alice Wheeldon – 2ª Edição, A Ativista Anti-Guerra Acusada de Planejar Matar Lloyd George (Pluto Press, 2015) ISBN 9780745335759
- O Passado Está Diante de Nós: Feminismo em Ação Desde os Anos 1960 (HarperCollins, 1989). ISBN 0-04-440365-8
- Um Século de Mulheres: A História das Mulheres na Grã-Bretanha e nos Estados Unidos, (Viking, 1997) ISBN-10: ‎ 9780670874200
- Dignidade e Pão Diário: Novas Formas de Organização Econômica Entre Mulheres Pobres no Terceiro Mundo e no Primeiro, com Swasti Mitter (Routledge, 1993). ISBN 0-203-42294-5
- Mulheres em Movimento: Feminismo e Ação Social (Routledge, 1993). ISBN 0-415-90652-0
- Trabalhadoras Domésticas em Todo o Mundo (Merlin Press, 1993). ISBN 0-85036-434-5
- Mulheres Enfrentam a Tecnologia: Mudando Padrões de Emprego no Terceiro Mundo, com Swasti Mitter (Routledge, 1997). ISBN 0-415-14118-4
- Um Século de Mulheres: A História das Mulheres na Grã-Bretanha e nos Estados Unidos (Viking, 1997). ISBN 0-670-87420-5
- Fios Através do Tempo: Escritos Sobre História e Autobiografia (Penguin Books, 1999). ISBN 0-14-027554-1
- Promessa de um Sonho: Lembrando os Anos 60 (Verso, 2000). ISBN 1-85984-622-X
- Olhando para a Classe: Filme, Televisão e a Classe Trabalhadora na Grã-Bretanha, com Huw Benyon (River Oram Press, 2001). ISBN 1-85489-121-9
- Mulheres Resistem à Globalização; Mobilizando por Sustento e Direitos, com Stephanie Linkogle (Zed Books, 2001). ISBN 1-85649-877-8
- Edward Carpenter: Uma Vida de Liberdade e Amor (Verso, 2008) ISBN 978-1-84467-295-0 pk (Verso, 2009). ISBN 978-1-84467-421-3
- Sonhadoras de um Novo Dia: Mulheres que Inventaram o Século XX (Verso, 2010).
- Travessias Rebeldes: Novas Mulheres, Amantes Livres e Radicais na Grã-Bretanha e na América (Verso, 2016). ISBN-13: 978-1-78478-588-8

- Ousando Esperar: Minha Vida nos Anos 70 (Verso, 2021). ISBN 9781839763892